# Tommaso Pio Boggiani
Tommaso Pio Boggiani (né le 19 janvier 1863 à Bosco Marengo, au Piémont, Italie et mort le 26 février 1942 à Rome), est un cardinal italien de l'Église catholique du début du XXe siècle, créé par le pape Benoît XV. Il est membre de l'ordre des dominicains. Il est surtout connu pour s'être opposé à la crise moderniste dans l'Église.

## Biographie
Il naît à Bosco Marengo, village natal de saint Pie V et il entre, le prenant comme modèle, chez les dominicains. Il ajoute son nom, comme nom de religion, devenant Tommaso Pio. Il poursuit ses études au couvent dominicain de Chieri à Turin et au couvent dominicain de Graz en Autriche. Après son ordination, Tommaso Pio Boggiani fait du travail missionnaire à Constantinople. Il est ensuite prieur du couvent dominicain de Raguse, régent du collège philosophique de Graz, curé de S. Maria di Castello à Gênes, professeur au séminaire diocésain de Gênes. En 1908 il est nommé administrateur du diocèse d'Adria.
Saint Pie X le nomme visiteur apostolique dans vingt-trois diocèses du nord de l'Italie (dont Milan, Bologne et Vérone) afin d'y démanteler les foyers du modernisme. Il rencontre alors l'opposition du cardinal Svampa (1851-1907), archevêque de Bologne, qui manifestait trop d'indulgence envers ses prêtres modernistes. Le R.P. Boggiani est nommé évêque d'Adria et Rovigo en 1908, promu archevêque titulaire d'Édesse-en-Osroène et nommé délégué apostolique au Mexique en 1912. En 1914 il est nommé administrateur apostolique de l'archidiocèse de Gênes.
Mgr Boggiani  est secrétaire du Collège des cardinaux et du conclave en 1914, à l'issue duquel Benoît XV est élu. Le pape Benoît XV le crée cardinal au consistoire du 4 décembre 1916. En 1919, il est nommé archevêque de Gênes, mais il donne sa démission deux ans plus tard à cause d'une forte opposition des dirigeants du parti populaire. En effet, l'abbé Sturzo s'était indigné de sa lettre pastorale de 1920 L'azione cattolica e il partito populare italiano, dans laquelle l'archevêque dénonçait les erreurs du parti et interdisait aux associations catholiques de mettre leurs locaux à la disposition du parti pour ses réunions. Le cardinal Boggiani est soutenu dans son action par Mgr Benigni. Le cardinal Boggiani participe au conclave de 1922, à l'issue duquel Pie XI est élu. Pie XI est un ardent partisan de l'action catholique. En 1927, le pape l'envoie comme légat au Congrès eucharistique de Bologne, qui rencontre un grand succès, mais suscite l'opposition feutrée des milieux fascistes anti-cléricaux. En 1927-1928, il est camerlingue du Sacré Collège et chancelier de la Sainte-Église à partir de 1935, jusqu'à sa mort.

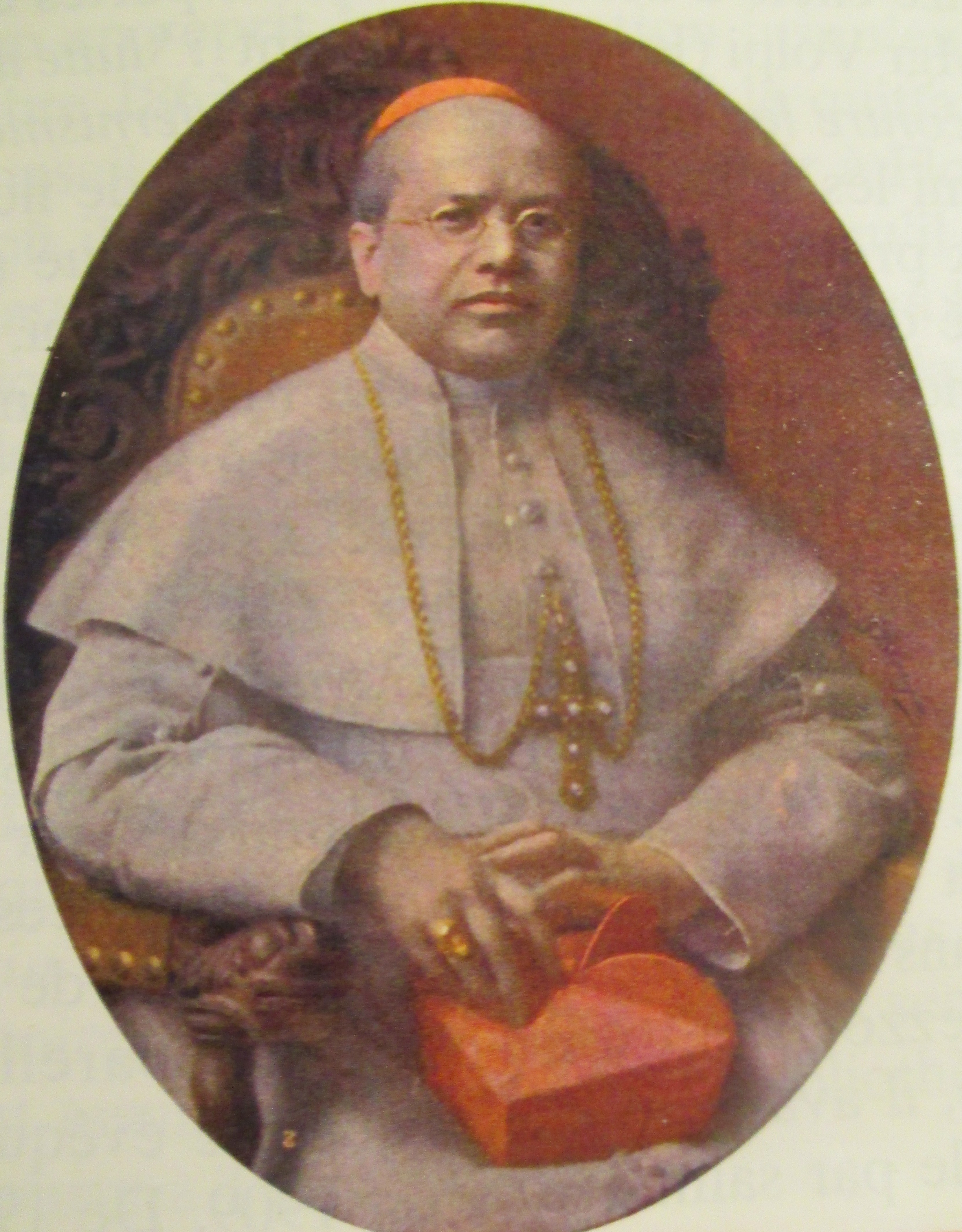
Portrait de Mgr Boggiani.

Le cardinal participe au conclave de 1939 qui élit Pie XII. Il meurt à Rome, le 26 février 1942. Il est inhumé en l'église paroissiale de Bosco Marengo, son village natal, où il avait fait ériger une statue en 1936, en l'honneur de son compatriote et patron, saint Pie V.

## Succession apostolique
Tommaso Pio Boggiani a ordonné les évêques suivants :
- Évêque Angelico Antonio Zannetti, O.F.M. (1917)
- Archevêque John T. McNicholas (en), O.P. (1918)
- Évêque Giacomo Maria de Amicis (1919)
- Archevêque Luigi Martinelli (it) (1933)

## Voir aussi

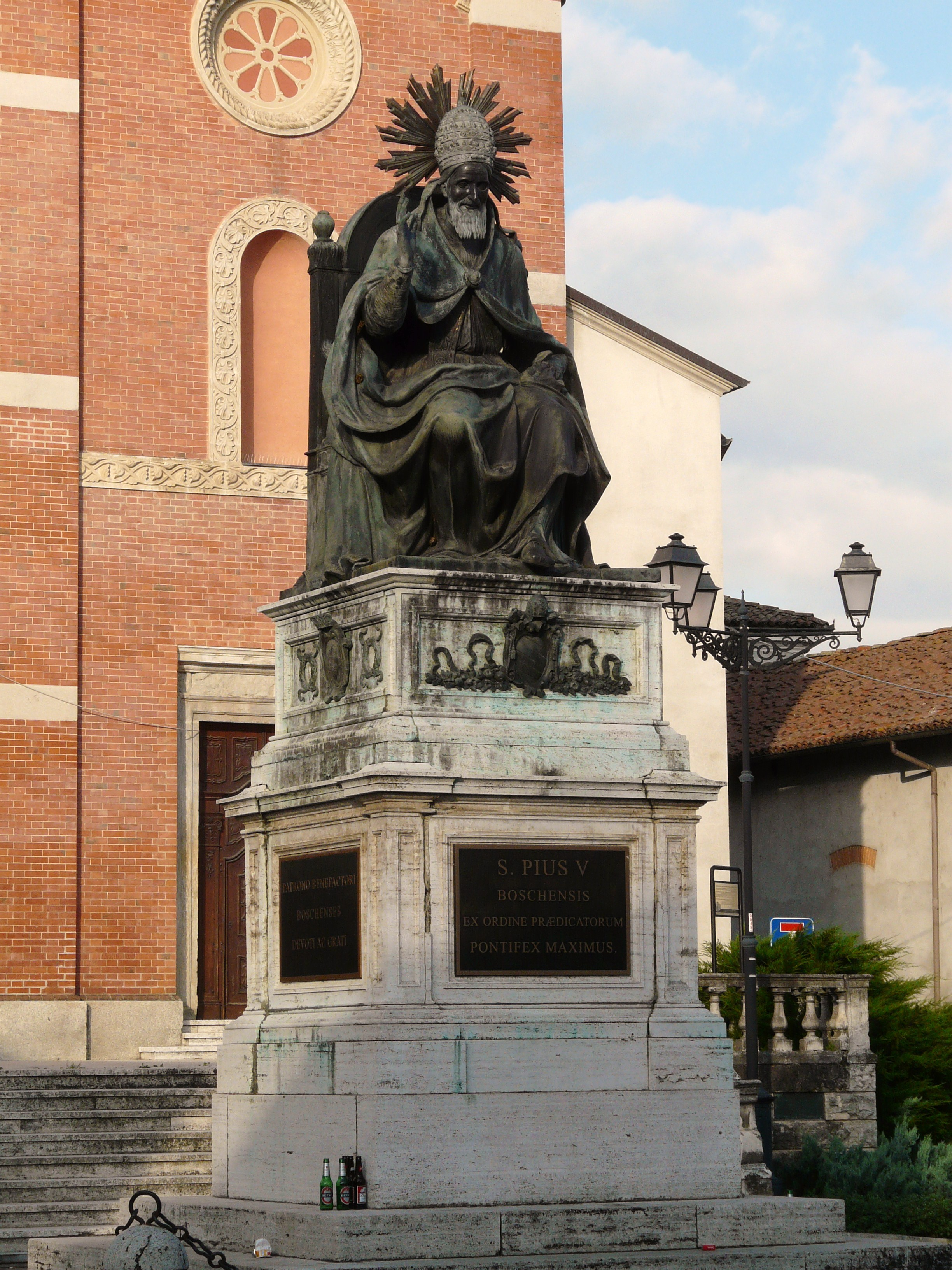
Statue de saint Pie V, érigée en 1936 à Bosco Marengo à l'initiative du cardinal Boggiani.